# Lluís Puiggarí i Pastor
Lluís Antoni Gaietà Puiggarí i Pastor (Barcelona, 7 d'agost de 1862 - Molins de Rei, 1926), amb pseudònim Gaietà Pastor, fou actor dramàtic, i un dels primers actors barcelonins de la seva època. A banda d'obres de producció pròpia, també en traduí i n'adaptà d'altres, a partir del francès i de l'italià.
Va néixer al carrer Comtal de Barcelona, fill del procurador Germà Puiggarí i Altés (1822-1893), natural de Barcelona, i d'Elisa Pastor Boadella, natural d'Águilas.
L'any 1883 el seu pare fou elegit secretari de la Casa de Lactància i Casa-Bressol de Barcelona, mentre que Lluís fou el vicesecretari. Va ser també membre de la junta del Centre Còmic-Líric.

## Obres pròpies

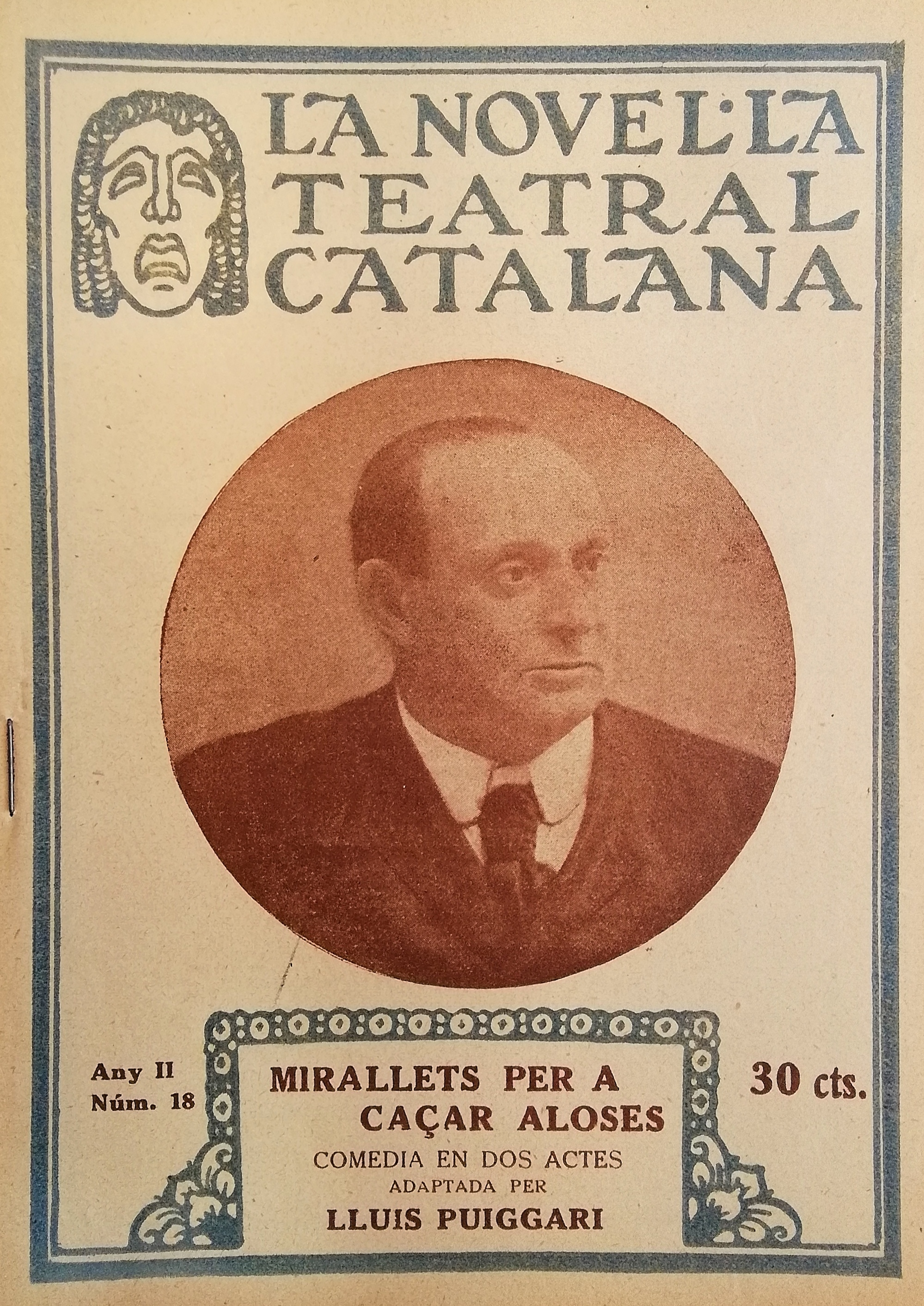
Mirallets per a caçar aloses. Publicat per La Novel·la Teatral Catalana l'any 1919

- Mirallets per a caçar aloses. Publicat per La Novel·la Teatral Catalana l'any 1919 Un crim sensacional (1911)
- Felicitat eterna (1910)
- L'hostal de Vila
- Mirallets per a caçar aloses (1907)
- ¡Permétim!.. (1906), amb música d'Adrià Esquerrà i Codina
- T'estimo, amb música d'Adrià Esquerrà (1907)[6]
- El testament (1910), amb música d'Adrià Esquerrà

## Traduccions
- La Malalta fingida (1905), de Carlo Goldoni (La Finta ammalata)
- La sospita (1909) d'Eugène Labiche i Édouard Martin, que signà com a Lluís Pastor[7]